# 新舞踊
新舞踊（しんぶよう）は、大正期に坪内逍遥・小山内薫らがおこした新舞踊運動によってできた日本舞踊のジャンルである。新舞踊運動によって、舞踊家の“振付をし、演じる”というスタンスが確立。役者や振付師などのお師匠さんたちが、独自に公演をするようになった。
最近では、演歌に振り付けた歌謡舞踊も盛んに行われ、新舞踊といえばこれを指す場合が多くなった。

## 素踊
素踊（すおどり）という踊り方も、新舞踊から始まった。能の仕舞に相当。その曲で指定の衣装・鬘を着けず、男性は紋付の着物に袴、女性役の女性は紋付の着物に一文字という帯結びで「高島田」という鬘、男性役の女性は紋付の着物に後見という帯結びで「前割れ」という鬘をかぶって踊る。「前割れ」は「鬘下地」・「楽屋銀杏」・「はわせ」とも言い、前髪を真中で分けた結い方で、昔は鬘を被る際に自分の髪をこのように結った。つまり素とは、衣裳、かつらなどの拵えをする前のかたちという意味。演出を一切省いて身体表現だけで見せるため、舞踊家の腕そのものが問われる。「北州」（清元）の様に素踊りを前提とした曲もある。振袖、だらりの帯、等、本衣装の特徴を一部取り入れる場合は半素と呼ばれる。

## 歌謡舞踊
歌謡舞踊（かようぶよう）：BGM（バックグランドミュージック）に歌謡曲や演歌、民謡、小唄などの短い曲を使い、その曲に各流派の家元が独自の振り付けで舞台で踊る舞踊。現代では歌謡舞踊とは一般的には呼ばれず、「新舞踊」「新日本舞踊」「創作舞踊」と呼ばれていることが多い。レコード会社と関係が深い場合も多い。
流派は乱立ぎみでその数も多く、全国に点在していて正式な登録がされている訳ではないので、具体的な流派数の把握は出来ていないが、流派名を名乗っている流派、また、サークル、同好会など入れれば相当数にのぼるらしい。歌舞伎舞踊の流派の中にも歌謡舞踊を行うところが多い一方で、歌謡舞踊主体の流派にも歌舞伎舞踊や地唄舞を取り上げる流派も多い。